# زينيا كنول
زينيا كنول مواليد 2 سبتمبر 1992 في بيال، هي لاعبة كرة مضرب سويسرية وتحتل حالياً المرتبة 332 (29 فبراير 2016) في تصنيف رابطة محترفات كرة المضرب. أعلى تصنيف لها في الفردي كان 254. أعلى تصنيف لها في الزوجي كان 116.

## النهائيات

### الفردي (2–5)
| الحصيلة | الرقم | التاريخ       | الدورة             | الأرضية | المنافس               | النتيجة       |
| ------- | ----- | ------------- | ------------------ | ------- | --------------------- | ------------- |
| الوصافة | 1.    | 29 يونيو 2009 | كريمونا، إيطاليا   | ترابية  | ليزا سابينو           | 4–6, 6–7(3–7) |
| الوصافة | 2.    | 30 مايو 2011  | مدريد، إسبانيا     | صلبة    | لوسيا سيرفيرا فاسكويز | 4–6, 5–7      |
| الفوز   | 1.    | 20 مايو 2013  | تيميشوارا، رومانيا | ترابية  | بيانكا هينكو          | 3–6, 6–2, 7–5 |
| الوصافة | 3.    | 1 يوليو 2013  | بروكوبلي، صربيا    | ترابية  | فيكتوريا توموفا       | 6–7(2–7), 2–6 |
| الفوز   | 2.    | 2 سبتمبر 2013 | بلغراد، صربيا      | ترابية  | ناتاليا كوستيس        | 6–3, 6–3      |
| الوصافة | 4.    | 17 مارس 2014  | كاندية، اليونان    | صلبة    | آنا سميث              | 1–6, 3–6      |
| الوصافة | 5.    | 1 سبتمبر 2014 | موسكو، روسيا       | ترابية  | إيفجينيا رودينا       | 6–7(2–7), 1–6 |

## وصلات خارجية
- زينيا كنول على موقع رابطة محترفات التنس (الإنجليزية)
- زينيا كنول على موقع الاتحاد الدولي لكرة المضرب (الإنجليزية)
- زينيا كنول على موقع كأس بيلي جين كينغ (الإنجليزية)
- زينيا كنول على موقع خلاصة التنس.كوم (الإنجليزية)
- زينيا كنول على موقع إي إس بي إن.كوم (الإنجليزية)

- الموقع الرسمي